# Панамериканский Кубок по волейболу среди мужчин 2008
3-й розыгрыш Панамериканского Кубка по волейболу среди мужчин прошёл со 2 по 7 июня 2008 года в Виннипеге (Канада) с участием 7 национальных сборных команд стран-членов NORCECA. Победителем во второй раз стала сборная США.

## Команды-участницы
Доминиканская Республика, Канада, Коста-Рика, Мексика, Пуэрто-Рико, США, Тринидад и Тобаго.
От участия отказалась первоначально заявленная Куба.

## Система проведения турнира
7 команд-участниц на предварительном этапе разбиты на две группы. Победители групповых турниров напрямую выходят в полуфинал плей-офф. Команды, занявшие в группах 2-е—3-и места, выходят в четвертьфинал и в стыковых матчах определяют ещё двух участников полуфинала. Полуфиналисты по системе с выбыванием определяют призёров первенства.

## Предварительный этап

### Группа А
| М | Команда                  | 1   | 2   | 3   | 4   | И | В | П | С/П | О |
| - | ------------------------ | --- | --- | --- | --- | - | - | - | --- | - |
| 1 | Канада                   |     | 3:0 | 3:0 | 3:0 | 3 | 3 | 0 | 9:0 | 6 |
| 2 | Доминиканская Республика | 0:3 |     | 3:1 | 3:0 | 3 | 2 | 1 | 6:4 | 5 |
| 3 | Пуэрто-Рико              | 0:3 | 1:3 |     | 3:2 | 3 | 1 | 2 | 4:8 | 4 |
| 4 | Тринидад и Тобаго        | 0:3 | 0:3 | 2:3 |     | 3 | 0 | 3 | 2:9 | 3 |

2 июня: Доминиканская Республика — Пуэрто-Рико 3:1 (25:20, 25:19, 22:25, 25:21); Канада — Тринидад и Тобаго 3:0 (25:12, 25:13, 25:13).
3 июня: Канада — Пуэрто-Рико 3:0 (25:14, 25:15, 25:13); Доминиканская Республика — Тринидад и Тобаго 3:0 (25:17, 25:22, 27:25).
4 июня: Пуэрто-Рико — Тринидад и Тобаго 3:2 (20:25, 25:21, 22:25, 25:14, 15:13); Канада — Доминиканская Республика 3:0 (25:19, 25:20, 25:22).

### Группа В
| М | Команда    | 1   | 2   | 3   | И | В | П | С/П | О |
| - | ---------- | --- | --- | --- | - | - | - | --- | - |
| 1 | США        |     | 3:0 | 3:0 | 2 | 2 | 0 | 6:0 | 4 |
| 2 | Мексика    | 0:3 |     | 3:0 | 2 | 1 | 1 | 3:3 | 3 |
| 3 | Коста-Рика | 0:3 | 0:3 |     | 2 | 0 | 2 | 0:6 | 2 |

 Куба — отказ.
2 июня: США — Коста-Рика 3:0 (25:15, 25:18, 25:17).
3 июня: США — Мексика 3:0 (25:20, 25:11, 25:16).
4 июня: Мексика — Коста-Рика 3:0 (25:19, 29:27, 25:17).

## Плей-офф

### Четвертьфинал
5 июня
Мексика — Пуэрто-Рико 3:0 (25:22, 25:22, 25:19)
Доминиканская Республика — Коста-Рика 3:0 (25:21, 28:26, 25:15)

### Матч за 5-е место
6 июня
Коста-Рика — Пуэрто-Рико 3:1 (25:23, 25:22, 20:25, 25:23)

### Полуфинал
6 июня
США — Доминиканская Республика 3:1 (25:23, 32:30, 22:25, 25:23)
Канада — Мексика 3:1 (18:25, 25:22, 25:12, 25:18)

### Матч за 6-е место
7 июня
Тринидад и Тобаго — Пуэрто-Рико 3:1 (25:23, 18:25, 25:22, 25:23)

### Матч за 3-е место
7 июня
Доминиканская Республика — Мексика 3:2 (23:25, 25:21, 23:25, 25:18, 15:12)

### Финал
7 июня
США — Канада 3:1 (25:22, 27:29, 25:22, 25:22)

## Итоги

### Положение команд
| США                      |
| Канада                   |
| Доминиканская Республика |
| 4. Мексика               |
| 5. Коста-Рика            |
| 6. Тринидад и Тобаго     |
| 7. Пуэрто-Рико           |

### Призёры
США: Мэттью Андерсон, Эван Патак, Роберт Тарр, Мэттью Пропер, Натан Меерстейн, Джейсон Джаблонски, Джонатан Уиндер, Тайлер Хильдебранд, Эндрю Хейн, Ник Шефтич, Пол Лотмэн, Альфредо Рефт. Главный тренер — Алан Найп.
  Канада: Луи-Пьер Мэнвиль, Никлас Канди, Майкл Мандэй, Даллас Суниас, Тунтье ван Ланквельт, Джэйвин Шмитт, Марк Доддс, Адам Камински, Никлас, Кирион, Натан Тувс, Александр Жомон-Касиас, Ричард Уилкокс. Главный тренер — Гленн Хоуг.
  Доминиканская Республика: Герман Ресио Куэвас, Элвис Контрерас, Франклин Гонсалес, Сесар Канарио Грин, Хайден Рейносо, Эдуардо Консепсьон, Франсиско Герреро, Хосе Мигель Касерес Гомес, Хосе Альберто Кастро Родригес, Хуан Лопес Сантос, Виктор Батиста Лемос, Хуан Карлос Кабрера. Главный тренер — Хакинто Кампечано.

### Индивидуальные призы
MVP:  Эван Патак
Лучший нападающий:  Джэйвин Шмитт
Лучший блокирующий:  Томас Агилера
Лучший на подаче:  Эван Патак
Лучший в защите:  Альваро Касканте
Лучший связующий:  Педро Ранхель
Самый результативный:  Элвис Контрерас